# Argoctenus australianus
Espèce
Synonymes
- Aenigma australiana Karsch, 1878

Argoctenus australianus est une espèce d'araignées aranéomorphes de la famille des Miturgidae.

## Distribution
Cette espèce est endémique de Nouvelle-Galles du Sud en Australie.

## Publication originale
- Karsch, 1878 : Exotisch-araneologisches. Zeitschrift für die gesammten Naturwissenschaften, vol. 51, p. 322-333 & 771-826.